# Tomatitas
Tomatitas es una localidad rural del departamento de Tarija, en el sur de Bolivia, a 5 kilómetros de la capital departamental. Reconocida por su entorno natural, la confluencia de los ríos Nuevo Guadalquivir y Erquis le confiere una belleza paisajística que ha convertido al lugar en un tradicional balneario natural y destino de recreación para residentes y visitantes. Además de su atractivo ecológico, Tomatitas es un importante referente de la gastronomía regional, conocida por su variada oferta de platos típicos tarijeños, particularmente aquellos a base de especies nativas de peces y cangrejos.

## Historia
La historia de Tomatitas como destino recreativo y gastronómico se remonta a varias décadas atrás. Aunque originalmente fue una comunidad rural centrada en actividades agropecuarias, con el paso del tiempo fue ganando notoriedad entre los habitantes de la ciudad de Tarija, especialmente por su entorno natural ideal para pasar días de campo. A partir de la década de 1990, y gracias a la iniciativa de algunos vecinos como Carlos Ramírez y María Añazgo, comenzó la venta informal de comidas típicas como el chicharrón de cerdo, cocinado de manera tradicional. Esta práctica motivó a otros habitantes a acondicionar sus hogares como pequeños restaurantes familiares.
Con el tiempo, la localidad experimentó un crecimiento notable en su oferta gastronómica, y actualmente, más de cuarenta locales de venta de comidas y bebidas se concentran sobre su avenida principal. Esto marcó un giro en la economía local, orientando a la mayoría de las familias hacia la actividad gastronómica como fuente principal de ingresos.

## Potencial turístico y gastronómico

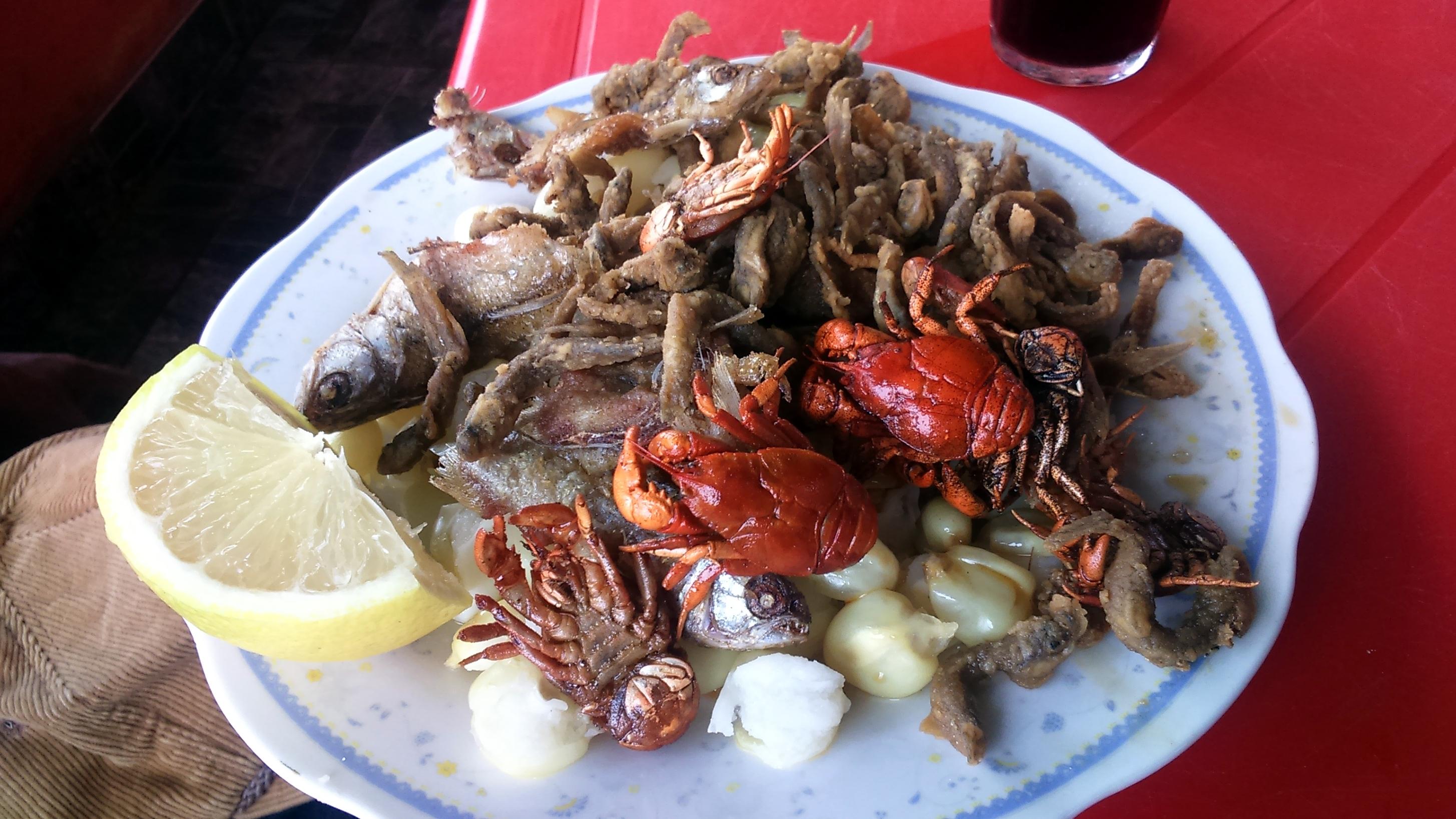
El mixto de cangrejos, misquinchos y doraditos es parte de la oferta gastronómica que se puede degustar en Tomatitas

Tomatitas se ha consolidado como un espacio turístico de cercanía para los tarijeños y visitantes, tanto por sus características naturales como por su cocina tradicional. La presencia de playas de río, un puente colgante, y un pequeño bosquecillo convierten a la zona en un atractivo punto de veraneo y descanso. El turismo en Tomatitas está fuertemente asociado a la gastronomía chapaca, con platos típicos como los misquinchos, doraditos, cangrejos, humintas y picante de gallina, que forman parte de la identidad culinaria local.

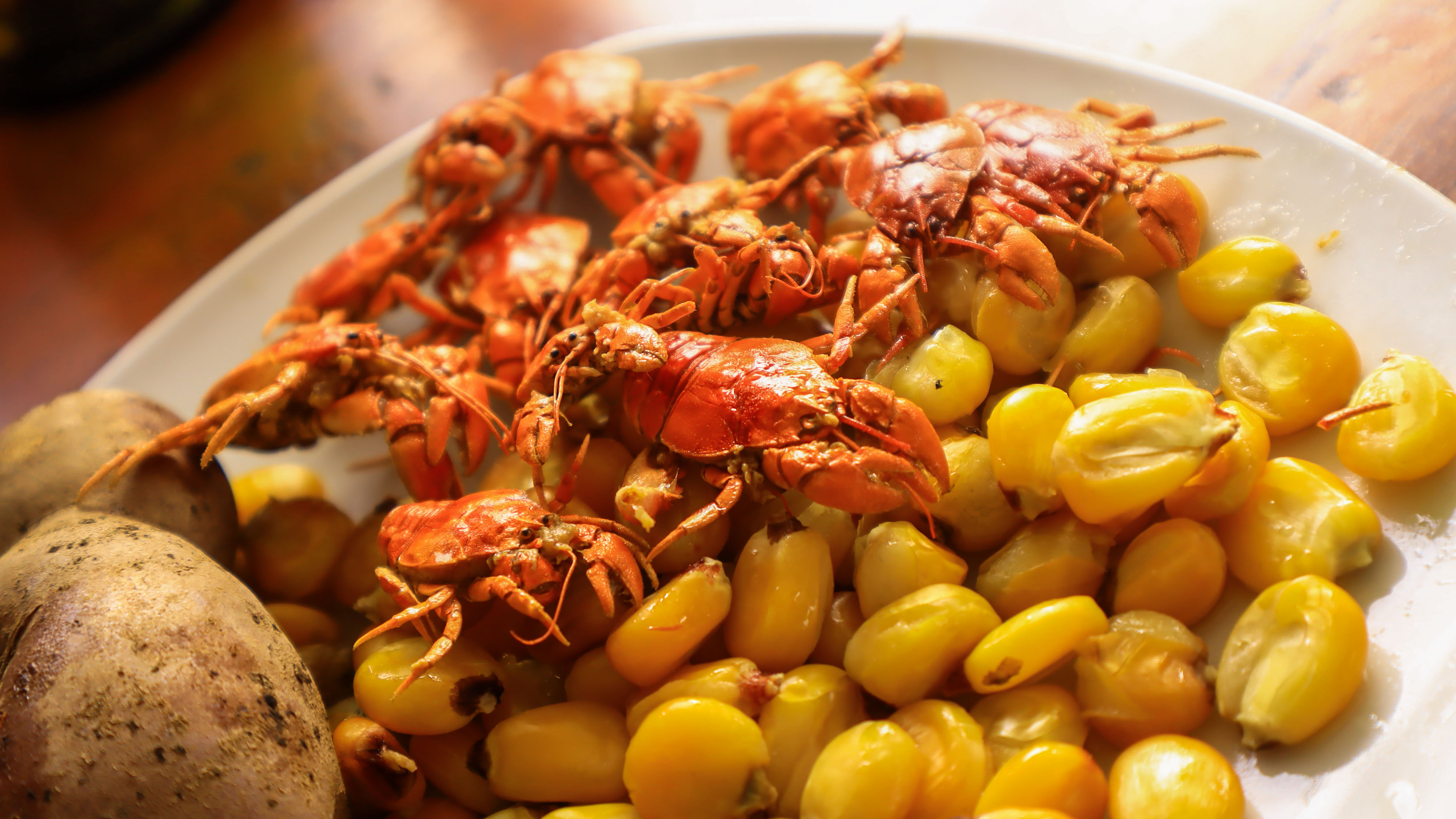
Cangrejos de Tarija

El cangrejo de vertiente, en particular, es un producto emblemático del lugar, recolectado en zonas estratégicas de agua fría. Su preparación ha ganado renombre entre los visitantes. Sin embargo, pese al desarrollo de su infraestructura gastronómica, los emprendedores locales enfrentan actualmente varios desafíos. Entre ellos destacan la saturación del mercado interno, el incremento de la competencia en otras localidades turísticas cercanas como San Lorenzo, Erquis y Tolomosa, así como las dificultades de acceso y estacionamiento debido al tráfico vehicular en su avenida principal.
A pesar de estas limitaciones, Tomatitas conserva su lugar en el imaginario regional como uno de los principales destinos rurales de recreación y cocina tradicional, con potencial para fortalecerse mediante estrategias sostenibles de gestión turística y comercial.